# مقرانس
البطريق ماكرويانيس أو مقرانُس (اليونانية: Μακροϊωάννης؛ ويعني: يوحنا الطويل، من الواضح أنه لقب) كان قائدًا بحريًا بيزنطيًا قاد الأسطول في حملة مالاكينوس في عام 950/1 إلى جنوب إيطاليا. اتحدت قوات الحملة البيزنطية مع القوات المحلية لقائد بند قلورية، باسكاليوس، ولكنهم تعرضوا لهزيمة ساحقة على يد الفاطميين بقيادة الحسن بن علي الكلبي وفرج محمد في جيراس في 7 أيار 952 م. كان القادة البيزنطيون أنفسهم على وشك الوقوع في الأسر. لا يوجد أي شيء آخر معروف عن مقرانُس.